# Ramularia urticae

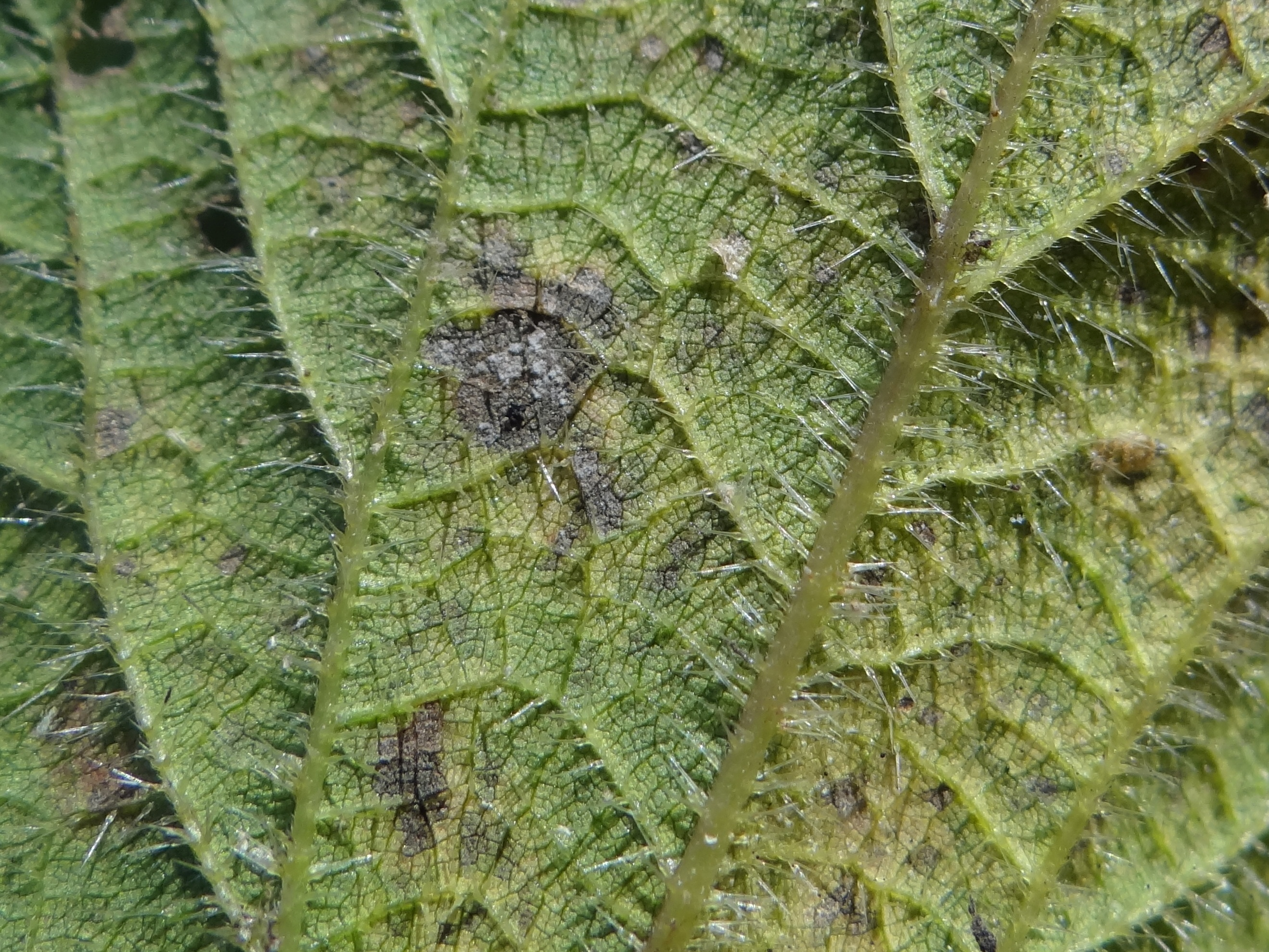
Plamy na dolnej stronie liścia pokrzywy

Ramularia urticae Ces. – gatunek grzybów z klasy Dothideomycetes. Grzyb mikroskopijny, fitopatogen pasożytujący na roślinach z rodzaju pokrzywa (Urtica).

## Systematyka i nazewnictwo
Pozycja w klasyfikacji według Index Fungorum: Ramularia, Mycosphaerellaceae, Capnodiales, Dothideomycetidae, Dothideomycetes, Pezizomycotina, Ascomycota, Fungi.
Synonimy:
- Cylindrosporium urticae (Ces.) J. Schröt. 1897
- Septocylindrium urticae (Ces.) Subram. 1971

## Charakterystyka
Na porażonych roślinach powoduje powstawanie na obydwu powierzchniach blaszki liściowej ciemnobrązowych lub czarnych plam rozrzuconych po całym liściu. Są one nieregularne, zazwyczaj kanciaste i wokół nich często powstają chlorotyczne obszary. Plamy mają długość 1–12 mm, średnicę 1–5 mm.
Grzybnia patogenu jest zanurzona w tkankach rośliny. Strzępki hialinowe, septowane, słabo rozgałęzione. Konidiofory w małych lub dość licznych pakietach. Luźno, gęsto lub bardzo gęsto wyrastają z tkanek rośliny na zewnątrz poprzez aparaty szparkowe. Są wyprostowane, niemal cylindryczne, proste lub nieco faliste, rzadko rozgałęzione. Mają rozmiar 10–85 × (1,5–) 2,5–6 (–7) μm, są hialinowe, gładkie, bez przegród lub słabo septowane. Po oderwaniu się zarodników pozostają ciemniejsze blizny. Konidia tworzą się pojedynczo, rzadko w łańcuszkach. Mają kształt elipsoidalny, jajowaty lub cylindryczny i rozmiary (6–) 8–35 (–40) × (2–) 3–7 (–10,5) μm. Są hialinowe, o powierzchni gładkiej lub delikatnie chropowatej. Zawierają zagęszczoną, nieco ciemniejszą cytoplazmę.

## Występowanie
Odnotowano występowanie w Ameryce Północnej, Europie, Azji i Nowej Zelandii. W polskiej literaturze mykologicznej podano kilkadziesiąt opisów występowania tego fitopatogenu na pokrzywie zwyczajnej i pokrzywie żegawce na terenie całej Polski.